# Jean-Philippe Pipart
Jean-Philippe Pipart (Cambrai, 30 maart 1954) is een Frans voormalig wielrenner.

## Carrière
Pipart was twee jaar prof in 1979 en 1980, zijn enige overwinning in die periode is de GP Denain. Hij won tal van wedstrijden als amateur. Hij nam deel aan een monument, in 1979 werd hij 49e in Parijs-Roubaix.

## Overwinningen
1975
- Grand Prix des Marbriers

1976
- Trophée Picon
- Circuit des Espoirs

1978
- Grand Prix de Saint-Souplet
- Grand Prix des Cévennes
- Tour de la Vienne
- Parijs-Rouen
- 1e etappe Ruban granitier breton

1979
- GP Denain

1981
- Grote Prijs van Lillers
- Tour du Cambresis

1982
- Grand Prix de la ville de Pérenchies
- Grote Prijs van Lillers

## Ploegen
- 1979 −  La Redoute-Motobécane
- 1980 −  La Redoute-Motobécane

Wielerploegen van Jean-Philippe Pipart
Bazzo ·
Cabare ·
Durant ·
Jourdan ·
Le Menn ·
Macé ·
Martínez ·
Michel ·
Muselet ·
Patritti ·
Pescheux ·
Pipart ·
Poirier ·
Rosiers ·
Vallet ·
Vanoverschelde
Alban ·
Bazzo ·
Demeyre ·
Durant ·
Jourdan ·
Le Menn ·
Martínez ·
Michel ·
Muselet ·
Pescheux ·
Pipart ·
Poirier ·
Rosiers ·
Sherwen ·
Vallet ·
Van Den Haute ·
Vandenbroucke ·
Vanoverschelde · 
Bondue (stagiair)